# Ulrich B. Müller
Ulrich B. Müller (* 25. März 1938 in Namslau; † 13. September 2023) war ein deutscher evangelischer Theologe.

## Leben
Nach der Promotion zum Dr. theol. 1967 an der Universität Heidelberg und der Habilitation für Neutestamentliche Wissenschaft 1972 an der Universität Kiel wurde er 1975 außerplanmäßiger Professor in Kiel. 1983 wurde er Professor für Neues Testament an der RWTH Aachen. 1986 wurde er Professor für Biblische Theologie/Neues Testament an der Universität des Saarlandes. 2003 erfolgte die Emeritierung.
Er verstarb am 13. September 2023.

## Schriften (Auswahl)
- Messias und Menschensohn in jüdischen Apokalypsen und in der Offenbarung des Johannes. Gütersloh 1972, ISBN 3-579-04476-1.
- Prophetie und Predigt im Neuen Testament. Formgeschichtliche Untersuchungen zur urchristlichen Prophetie. Gütersloh 1975, ISBN 3-579-04451-6.
- Die Geschichte der Christologie in der johanneischen Gemeinde. Stuttgart 1975, ISBN 3-460-03771-7.
- Zur frühchristlichen Theologiegeschichte. Judenchristentum und Paulinismus in Kleinasien an der Wende vom ersten zum zweiten Jahrhundert n. Chr. Gütersloh 1976, ISBN 3-579-04085-5.
- Die Offenbarung des Johannes (= Ökumenischer Taschenbuchkommentar zum Neuen Testament 19). Gütersloh, Gütersloher Verlagshaus; Würzburg Echter 1984; 2. Aufl. 1995, ISBN 978-3-579-00510-2.
- Die Menschwerdung des Gottessohnes. Frühchristliche Inkarnationsvorstellungen und die Anfänge des Doketismus. Katholisches Bibelwerk, Stuttgart 1990, ISBN 978-3-460-04401-2.
- Der Brief des Paulus an die Philipper (= Theologischer Handkommentar zum Neuen Testament 11,1). Evangelische Verlagsanstalt, Leipzig 1993; 2. Aufl. 2003, ISBN 978-3-374-01463-7.
- Johannes der Täufer. Jüdischer Prophet und Wegbereiter Jesu. Evangelische Verlagsanstalt, Leipzig 2002, ISBN 978-3-374-01993-9.
- Christologie und Apokalyptik. Ausgewählte Aufsätze. Evangelische Verlagsanstalt, Leipzig 2003, ISBN 978-3-374-02053-9.
- Studien zu Jesus und dem frühen Christentum. de Gruyter, Berlin 2018, ISBN 978-3-11-059023-4.